# Pavillon de Manse
 (mai 2014).
Si vous disposez d'ouvrages ou d'articles de référence ou si vous connaissez des sites web de qualité traitant du thème abordé ici, merci de compléter l'article en donnant les références utiles à sa vérifiabilité et en les liant à la section « Notes et références ».
Le pavillon de Manse, aussi appelé le « moulin des princes », se situe au centre de la ville de Chantilly au bord de la Nonette à 10 minutes du château. Dépendant du domaine de Chantilly, propriété de l'Institut de France, le pavillon a été construit en 1678 par le prince de Condé, cousin du roi Louis XIV pour abriter la machine à faire jouer les Grandes Eaux. Contemporaine de celle du château de Versailles (la machine de Marly) son rôle était d'élever l'eau d'une source pour remplir un réservoir et alimenter les bassins, fontaines, cascades et jets d'eau qui ornaient le  jardin à l'ouest du château dessiné par Le Nôtre.
Pendant la période révolutionnaire, le domaine de Chantilly est déclaré bien national ; la machine élévatoire est municipalisée ; les annexes intégrés dans des complexes industriels telles que la manufacture de porcelaine de Chantilly dirigée par l'anglais Christophe Potter (1792-1806) et plus tard la filature de coton et la fabrique de toiles peintes de monsieur Richard dit Richard- Lenoir (1808- 1822)
Au cours du XIXe siècle, le duc d'Aumale, fils du roi Louis-Philippe transforma le site, renouvela la machine hydraulique et ajouta en 1885 une blanchisserie mécanisée, une des plus modernes de son temps. L'activité du pavillon cessa en 1987.

## Histoire de la machine
Le prince de Condé, Louis II de Bourbon-Condé (1621-1686), héritier du château de Chantilly, fait appel à André Le Nôtre à partir de 1662 pour aménager le décor du parc, créer des jardins à la française et les jeux d'eau qui les agrémentent. Sont dessinés à cette époque, les cascades, les fontaines et les bassins des jardins de la partie Ouest du parc. Pour que tout cela puisse fonctionner, il faut trouver de nouveaux apports en eau pour cette partie du parc. Il est donc nécessaire de réaliser une machine capable de récolter l'eau puis de l'élever à 25 mètres de haut, pour la stocker dans un réservoir à ciel ouvert.
Le prince de Condé décide alors de construire une machine au bord de la Nonette canalisée qui permet de transporter cette eau. Il confie la tâche à Jacques de Manse, spécialiste de l'hydraulique qui a déjà travaillé aux aménagements du projet de canal de l'Ourcq et de la machine du pont Notre-Dame. Les plans du bâtiment sont dessinés par Jules Hardouin Mansart, premier architecte du roi Louis XIV.
À l'aide d'une grande roue en bois de 7,8 m de diamètre activée par le canal de la Machine et de 6 corps de pompes en bronze, l'eau est puisée dans une source située à l'aplomb du bâtiment, puis élevée par des tuyaux en cuivre jusqu'au sommet du pavillon dans une bâche située sous les combles à 25 m de hauteur. Cette eau est ensuite dirigée par une conduite souterraine vers un réservoir située à 400 m de là, sur la pelouse, à proximité de l'actuel hippodrome. Ce réservoir est supprimé en 1768 car trop vétuste. Son voisin créé en 1720 existe toujours mais a été réduit considérablement dans sa taille ; il est aujourd'hui à sec. L'eau part ensuite approvisionner les bassins et les fontaines de la partie ouest du parc ainsi que le bassin de la cour des chenils aux Grandes Écuries. Le débit de la pompe est alors de 62 m3 à l'heure soit 1 500 m3 par jour. Un tel débit ne permettait pas d'approvisionner les bassins en permanence.

## Usages et transformations duXIXesiècle
Dès la fin du XVIIIe siècle, le pavillon est flanqué d'un bâtiment horizontal dans le but d'accueillir des activités industrielles. Le bâtiment est acheté par François Richard-Lenoir qui installe juste à côté une fabrique de tissage. D'autres activités industrielles s'y succèdent. En 1840, le duc d'Aumale fait démanteler la machine du XVIIe siècle hors d'usage et la fait remplacer par une nouvelle pompe. Un nouveau système de turbine est installé en 1870. Un forage de plus de 100 m de profondeur permet en effet d'alimenter en eau potable le château et ses dépendances. Une blanchisserie, toujours visible, est installée dans le bâtiment adjacent.

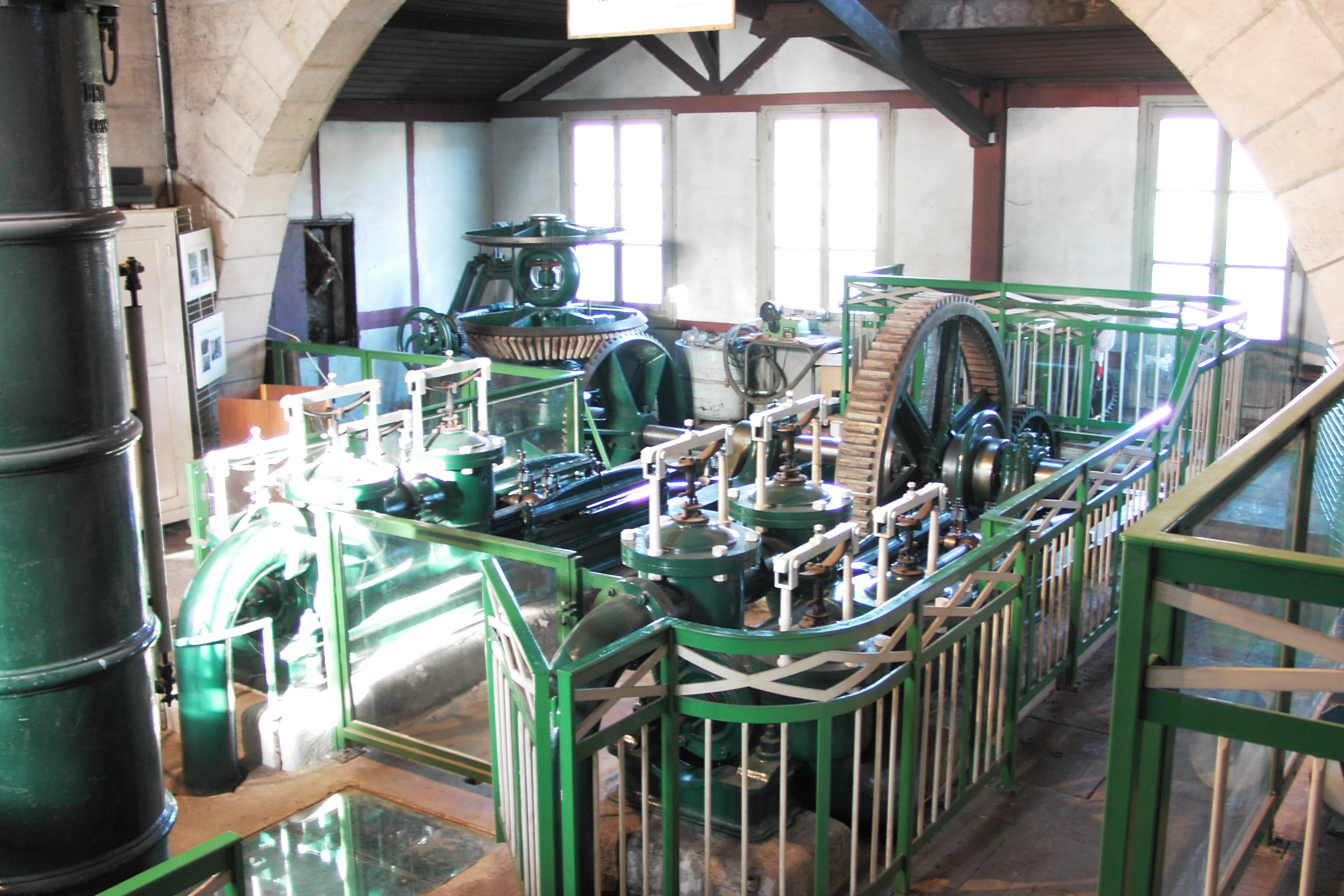
Salle des machines du duc d'Aumale

## La restauration et les usages actuels
L'édifice et les machines sont classées en 1989, l'Institut de France en est alors le propriétaire, comme le reste du domaine de Chantilly. En 1997, une association se constitue pour restaurer l'intérieur du bâtiment et ses machines hydrauliques. La machine du XVIIe siècle a ainsi été reconstituée et inaugurée en 2005. L'association du pavillon Jacques de Manse assure toujours la visite et l'entretien du bâtiment. Une campagne de restauration de l'extérieur du pavillon s'est déroulée de 2009 à 2011 sous la maîtrise d'ouvrage de l'Institut de France.